# 苏丹·尼亚迪
苏丹·尼亚迪（阿拉伯语：‎，1981年5月23日—）是一位阿拉伯联合酋长国宇航员，也是该国的首批两名宇航员之一。

## 早年
苏丹·尼亚迪1981年5月23日出生于阿拉伯联合酋长国阿布扎比的艾因，高中毕业后加入了阿拉伯联合酋长国武装力量。2001年，他在英国完成了信息技术领域的通识教育课程；2004年，在英国布莱顿大学获得了电子通信工程专业的学士学位。毕业后他回到阿拉伯联合酋长国哈利法·本·扎耶德航空学院学习，并在阿拉伯联合酋长国武装力量担任网络支持工程师，长期负责网络安全。之后他前往澳大利亚格里菲斯大学攻读信息与网络安全，并于2008年获得硕士学位，后于2016年继续在该校获得属于泄露防护专业博士学位。

## 宇航员生涯
阿拉伯联合酋长国穆罕默德·本·拉希德航天中心于2017年启动了该国的宇航员计划。2018年8月，苏丹·尼亚迪与哈扎·曼苏里被确定从4022名申请者中脱颖而出。根据穆罕默德·本·拉希德航天中心与俄罗斯航天国家集团的协议，两人在加加林宇航员培训中心接受太空培训。
2019年4月，穆罕默德·本·拉希德航天中心宣布哈扎·曼苏里将搭乘联盟MS-15成为阿拉伯联合酋长国的首名宇航员，而苏丹·尼亚迪则被确定为他的候补备份人员哈扎·曼苏里于2019年9月25日搭乘联盟MS-15升空，并于同日到达国际空间站，于10月3日乘坐联盟MS-12返回地球。
预计2023年2月26日，苏丹·尼亚迪将以飞行工程师身份搭乘SpaceX载人6号访问国际空间站并执行远征68/69任务。